# Arvid Posse
Arvid Rutger Fredriksson Posse est un homme d'État suédois né le 15 février 1820 au château de Rosendal et mort le 24 avril 1901 à Stockholm. Il est ministre d'État de 1880 à 1883.

## Biographie

### Famille et éducation
Arvid Posse est né au manoir de Rosendal, dans le comté de Malmöhus, en tant que fils du gouverneur, le comte Fredrik Posse, et de la baronne Magdalena Charlotta Bennet. En 1835, il s'inscrit à l'université de Lund et obtient un diplôme de droit en 1840. La même année, il a commencé comme stagiaire à la cour d'appel de Scanie et du Blekinge (Hovrätten över Skåne och Blekinge), pendant laquelle il a travaillé à la fois dans les tribunaux de district et à la cour d'appel elle-même. Plus tard, il a été nommé juge de district adjoint (vice häradshövding) et, en 1846, greffier à la cour d'appel. En 1847, il a été nommé juge associé à la cour. En 1849, Posse quitte la fonction publique et s'installe au manoir de Charlottenlund. Il se consacre à l'agriculture, à l'entreprise et à la politique locale. Il est, par exemple, président du conseil du comté de Malmöhus de 1865 à 1868.

### Carrière politique
Arvid Posse a commencé sa carrière politique en tant que membre de la Chambre des nobles au Parlement de 1856 à 1858. Il a ensuite été président de la commission bancaire (Bankoutskottet). Au Parlement de 1862 à 1863, il préside la commission des crédits (Bevillningsutskottet), où il est un ardent défenseur des principes du libre-échange, position qu'il conservera toute sa vie. Au cours de cette législature, il s'opposa sérieusement aux amendements proposés à la loi sur l'autonomie locale concernant les restrictions proposées sur les parts de vote des grands propriétaires terriens. Il craignait, entre autres, que les amendements, s'ils étaient adoptés, ne compromettent la réforme électorale proposée. Posse lui-même, cependant, n'a pas soutenu la réforme. Au contraire, il était l'un des plus ardents opposants à la réforme et avait prédit au Parlement de 1865-1866, alors qu'il était président de la commission des affaires gouvernementales (Statsutskottet), que la patrie connaîtrait un avenir malheureux si la réforme était menée à bien. Il craignait notamment que le nouveau système électoral ne mette trop de pouvoir entre les mains des intérêts agraires, qui oublieraient vite "les nombreuses choses qui doivent vivre au-dessus et à côté d'eux". Malgré cette déclaration, lors de la première session de la deuxième chambre du Riksdag en 1867, Posse se fit le porte-parole autoproclamé du groupe agraire, ce qui fit de lui le leader incontesté de la nouvelle deuxième chambre. De ce groupe naquit le parti Lantmanna qui, avec Posse à sa tête, adopta rapidement une position d'opposition au gouvernement. Pendant plusieurs années, Posse resta sans conteste la personnalité la plus éminente et la plus puissante du Parlement, même si ce n'était pas la plus charismatique.
De 1867 à 1881, Posse a été membre de la deuxième chambre, représentant la circonscription de Herrestad och Ljunit Hundreds, à l'extérieur d'Ystad. De 1867 à 1875, il est président de la commission des affaires gouvernementales. En tant que président de la deuxième chambre de 1876 à 1880, il était chargé de l'ordre du jour. Il entre au gouvernement le 19 avril 1880, étant nommé Premier ministre, à la suite de la démission du baron Louis De Geer. En outre, Posse est ministre des Finances du 7 décembre 1880 au 8 mars 1881. 

### Premier ministre et président de la Cour administrative d'appel
En tant que premier ministre, Posse devait résoudre les questions importantes qui étaient à l'ordre du jour depuis la réforme du Parlement. Ces questions concernaient la proposition d'abolition du système d'allocation et des impôts fonciers (grundskatter) dans le cadre d'une réorganisation de l'armée. Les chances de succès semblaient favorables, car on pensait pouvoir compter sur le soutien de vieux amis du parti, et des opposants aux gouvernements précédents. De grandes commissions ont été nommées pour faire rapport sur ces questions. Au Parlement de 1883, le gouvernement de Posse déposa ses propositions. Il promettait une suppression progressive des taxes foncières, des droits d'occupation et d'attribution. En retour, Posse voulait que le Parlement approuve les propositions du gouvernement visant à établir une armée basée en partie sur des soldats enrôlés de façon permanente (enrôlés volontairement et payés par l'État) et en partie sur la conscription. Cependant, l'insistance de la Chambre haute à maintenir le système d'allocation et, peut-être plus important encore, les coupes budgétaires du parti Lantmanna, ont conduit à une série de drames et à une défaite de Posse, à la suite de quoi il a démissionné de son poste de Premier ministre le 13 juin 1883. Il est alors nommé président de la Cour administrative d'appel, qu'il conservera jusqu'en 1889.

### Travail politique et scientifique
En tant que membre de la première chambre du comté de Kalmar du Sud (1882-1890), Posse a gardé un profil bas, mais s'est opposé à l'introduction de droits de douane sur les céréales pendant la lutte de 1887 entre les libres-échangistes et les protectionnistes. Il a également exprimé sa sympathie pour une réforme modérée du suffrage. Lors de ses interventions au Parlement, Posse s'est exprimé de manière succincte et claire, souvent avec insistance mais toujours avec calme et dignité. Il est élu membre de l'Académie royale suédoise d'agriculture et de sylviculture (1879) et membre honoraire de la Société royale de physiographie de Lund (1878) et de la Société royale des officiers de marine (1880). 
Il meurt le 24 avril 1901 à Stockholm. 